# Mitternacht/Morgenspaziergang/Kometenmelodie
Mitternacht/Morgenspaziergang/Kometenmelodie è un Singolo del gruppo musicale tedesco Kraftwerk, pubblicato nel 1974 come estratto dal quarto album in studio Autobahn.

## Descrizione
Il disco è stato pubblicato solo per il mercato della Germania Ovest nel 1974 dalla Philips, in formato 7" e musicassetta. Contiene tracce provenienti dall'album Autobahn. Kometenmelodie era inoltre già stata pubblicata in una versione demo nel singolo Kohoutek-Kometenmelodie dell'anno precedente.

## Tracce
Testi e musiche di Ralf Hütter e Florian Schneider.
1. Mitternacht – 4:40
2. Morgenspaziergang – 4:00
3. Kometenmelodie I – 6:20

## Formazione
Gruppo
- Ralf Hütter – elettronica, sintetizzatore, organo, pianoforte, chitarra, batteria elettronica
- Florian Schneider – elettronica, sintetizzatore, flauto traverso, batteria elettronica
- Klaus Röeder – violino elettrico (traccia 1)

Produzione
- Ralf Hütter – produzione
- Florian Schneider – produzione
- Konrad Plank – registrazione al Kling Klang Studio, missaggio al Conny's Studio